# Doré jaune
Sander vitreus
Espèce
Synonymes
 Stizostedion vitreum
Statut de conservation UICN

 LC  : Préoccupation mineure
Le Doré jaune (Sander vitreus) est une espèce de grandes perches affectionnant les plans d'eau importants (grande rivière, lac...). Il a un comportement grégaire et est lucifuge. Natif du nord de l'Amérique du Nord et proche parent du sandre européen, c'est un poisson ayant une vaste aire de répartition. Il peut être dénommé sandre sur le marché français.
Une sous-espèce Stizostedion vitreum glaucum, maintenant éteinte, avait une coloration allant du gris au bleu. Sa taille peut être impressionnante avec un record de 107 cm et un poids de 11,3 kg. Plus communément, il atteint une taille maximale de 75 cm pour une masse de 7 kg. C'est un carnivore vorace qui peut ingérer des proies représentant une bonne fraction de sa taille.
Cette espèce se reproduit au printemps dans le lit des rivières. Le doré mâle atteint ordinairement la maturité sexuelle à l'âge de 2 à 4 ans, à plus de 28 cm de longueur, et la femelle à une longueur de 35,6-43,2 cm ou à un âge de 3 à 6 ans. Après la ponte, les femelles quittent d'abord le site de frai pour être suivies quelques semaines plus tard par les mâles. Les mâles sont normalement plus petits que les femelles, il n'y a pas d'autre dimorphisme sexuel apparent.
Le doré tolère une gamme étendue de conditions ambiantes, mais semble atteindre sa plus grande abondance dans les grands lacs peu profonds et turbides. La transparence optimale d'un lac peu profond qui permet au Doré de se nourrir la journée est de l'ordre de 1 à 2 m au disque Secchi.
C'est l'un des deux poissons officiels de l'état du Vermont, aux États-Unis, l'autre étant l'omble de fontaine.

## Intérêt commercial
Cette espèce est peu usitée en aquaculture et l'est généralement à des fins d'ensemencement. Une pêche commerciale existe au Canada. Sa chair, très estimée, se vend assez cher, son prix pouvant aller jusque 70 euros du kilo pour un poisson frais. L'habitude de vendre ce poisson avec la peau dégrade légèrement la qualité du poisson du commerce par rapport à celui issu de la pêche sportive. Effectivement le limon de ce poisson possède une odeur forte qui laisse un goût désagréable à la chair.
Une importante industrie se concentre autour de la pêche sportive.

### Pêche sportive
Le doré jaune est une espèce de poissons qui est beaucoup pêchée par les amateurs de pêche sportive. Lucifuge, cette espèce se pêche souvent le soir, de nuit ou à l'aube. En eau turbide, il est actif toute la journée. Les appâts vivants (petit poissons) sont très efficaces mais souvent interdits. Il est aussi possible de le capturer à la mouche. Il va chercher des insectes à la surface de l'eau à la tombée de la nuit. Le doré jaune est très recherché pour sa chair et pour le combat qu'il peut offrir lors de sa capture.
A bien noter que les yeux du doré jaune ainsi que ceux du noir possèdent une couche de pigments réfléchissant la lumière appelé tapis choroïdien. Cette couche procure au poisson une excellente vision nocturne et les oblige à éviter les lumières trop vives.
Il arrive que les 2 espèces s'hybrident pour former une sous-espèce nommé « saugeye » en anglais.

### Pêche commerciale
Le doré Jaune a une très grande valeur commerciale. C'est une espèce recherchée pour les qualités de sa chair. Le doré est notamment pêché dans le Saint-Laurent. Autrefois la variété bleue était pêchée en grand nombre dans les grands lacs (lac Ontario notamment) mais l'extinction de l'espèce ou de la variété (le statut d'espèce ou de variété du doré bleu est toujours inconnue) a mis fin à cette pêche commerciale.

## Dynamique des populations
Elle pourrait être affectée par la pollution lumineuse (espèce lucifuge), par des pollutions par les métaux, pesticides et biocides ainsi que par des perturbateurs endocriniens.
Une étude récente (2009) a été faite dans un lac nord-américain (South Manistique Lake (en), supposé relativement épargné par les grandes sources de pollution). Elle a porté sur les taux de PCB des dorés jaunes adultes. Les PCB ont été dosés dans les gonades de mâles et de femelles adultes. Ce taux était de 34 % plus élevé chez les mâles que chez les femelles adultes.
La même étude a montré que l'excrétion des gamètes conduit à un accroissement de 1 % de la quantité de BPC chez les mâles et à et 5 % chez les femelles. L'excrétion de gamètes n'explique donc pas directement un taux de PCB beaucoup plus élevé chez les mâles de dorés mâles adultes.
Une modélisation bioénergétique laisse penser que la différence sexuée des concentrations de PCB dans ces poissons est attribuable au moins en partie, à une différence sexuelle dans l'efficacité de la croissance (Gross growth efficiency  été estimée à jusqu'à 17 % supérieure à chez la femelle que chez le mâle.